# Phobetes fuscicornis
Phobetes fuscicornis là một loài tò vò trong họ Ichneumonidae.